# Vailly (Haute-Savoie)
Vailly ist eine französische Gemeinde im Département Haute-Savoie in der Region Auvergne-Rhône-Alpes.

## Geographie
Vailly liegt auf 789 m über dem Meeresspiegel, neun Kilometer südsüdöstlich der Stadt Thonon-les-Bains (Luftlinie). Das Dorf erstreckt sich im zentralen Chablais, im Vallée du Brevon, am unteren Südosthang des Mont d’Hermone, in den nördlichen Savoyer Alpen.
Die Fläche des 18,89 km² großen Gemeindegebiets umfasst einen Abschnitt des Vallée du Brevon. Der Brevon, ein linker Seitenfluss der Dranse, durchquert das Gebiet von Süden nach Norden in einem offenen Tal; erst unterhalb von Vailly senkt er sich tief in die Umgebung ein. In das Tal mündet von Südwesten her der Follaz. Nach Nordwesten reicht das Gemeindeareal auf den dicht bewaldeten Kamm des Mont d’Hermone (1412 m). Östlich des Brevon erstreckt sich das Gebiet auf den Bergkamm, der das Vallée du Brevon vom Vallée d’Aulps trennt. Hier befinden sich die schroffen Kalkgipfel von Grande Pointe des Journées (1725 m), Mont Billiat (mit 1894 m die höchste Erhebung von Vailly) und Grande Chaux (1793 m).

## Gemeindegliederung
Zu Vailly gehören neben dem eigentlichen Dorfzentrum verschiedene Weilersiedlungen, nämlich:
- Chez Marphoz (720 m) am westlichen Talhang des Brevon
- Chez Canivet (830 m) am Osthang des Mont d’Hermone
- Les Excoffons (760 m) am östlichen Talhang des Brevon
- La Côte (900 m) in einer Mulde am Südhang des Mont d’Hermone
- Pimberty (820 m) am Südfuß des Mont d’Hermone
- Le Feu (1154 m) auf einem Sattel nahe dem Col du Feu
- Le Lavouet (780 m) im Tal des Brevon
- Les Charges d’en Bas (773 m) am Brevon
- Les Charges d’en Haut (810 m) im Tal des Brevon
- Chalets de Bouchille (1444 m), eine Alpsiedlung am Westhang des Mont Billiat

Nachbargemeinden von Vailly sind Lyaud und Reyvroz im Norden, La Vernaz und La Baume im Osten, Bellevaux im Süden sowie Lullin und Orcier im Westen.

## Sehenswürdigkeiten
Die Dorfkirche von Vailly stammt aus dem 19. Jahrhundert.

## Bevölkerung
| Jahr                       | 1962 | 1968 | 1975 | 1982 | 1990 | 1999 | 2006 |
| Einwohner                  | 660  | 633  | 614  | 567  | 601  | 615  | 644  |
| Quellen: Cassini und INSEE |      |      |      |      |      |      |      |

Mit 907 Einwohnern (1. Januar 2022) gehört Vailly zu den kleinen Gemeinden des Département Haute-Savoie. Nachdem die Bevölkerungszahl im Verlauf der ersten Hälfte des 20. Jahrhunderts markant abgenommen hatte (1901 zählte Vailly noch 1209 Einwohner), wurden seit den 1970er Jahren nur noch geringe Schwankungen der Einwohnerzahl verzeichnet.

## Wirtschaft und Infrastruktur
Vailly war bis weit ins 20. Jahrhundert hinein ein vorwiegend durch die Landwirtschaft geprägtes Dorf. Heute gibt es verschiedene Betriebe des lokalen Kleingewerbes. Zahlreiche Erwerbstätige sind Wegpendler, die in den größeren Ortschaften der Umgebung, vor allem in Thonon-les-Bains, ihrer Arbeit nachgehen.
Die Ortschaft liegt abseits der größeren Durchgangsstraßen, ist aber von Thonon-les-Bains über die D26, welche nach Saint-Jeoire führt, relativ leicht erreichbar. Weitere Straßenverbindungen bestehen mit Lullin und La Vernaz.